# Staudinger-synthese
De staudinger-synthese is een organische reactie waarbij een imine en een keteen via een [2+2]-cycloadditie worden omgezet in een β-lactam. De reactie werd ontdekt en beschreven door de Duitse scheikundige Hermann Staudinger. 
De reactie werd reeds in 1907 ontdekt. Ze kende slechts weinig populariteit, totdat in de jaren 40 van de 20e eeuw de structuur van penicilline werd opgehelderd. Het β-lactam-gedeelte kon met behulp van de staudinger-synthese relatief vlot gevormd worden.
Het reactiemechanisme kan op verschillende manieren opgevat worden: zowel het imine als het keteen kunnen immers als elektrofiel of nucleofiel optreden. De meest voor de hand liggende manier is de nucleofiele aanval van het vrij elektronenpaar op stikstof in het imine op het keteen, gevolgd door de vorming van een koolstof-koolstofbinding: